# 도나우 증기선 해운 회사
도나우 증기선 해운 회사(Erste Donau-Dampfschiffahrts-Gesellschaft 또는 Donaudampfschiffahrtsgesellschaft, DDSG)는 선박, 해운 회사이다. 1829년 빈에 설립되었다. 다뉴브강에서 운송을 한다. 1880년, 이 회사는 세계 최대 규모의 강 해운 회사였고, 배가 1000선에 달했다. 1991년 회사는 여객 운송 기업으로 회사를 분할하였다. 1993년 이 회사는 개인 소유자에게 매각했다. 긴 이름의 회사이기도 하다.